# Vandalia (Illinois)
Vandalia – miasto w Stanach Zjednoczonych, w stanie Illinois, siedziba administracyjna hrabstwa Fayette.